# Goera rolandmuelleri
Goera rolandmuelleri är en nattsländeart som beskrevs av Malicky och Chantaramongkol 1992. Goera rolandmuelleri ingår i släktet Goera och familjen grusrörsnattsländor. Inga underarter finns listade i Catalogue of Life.